# 1. proletářská úderná brigáda
První proletářská úderná brigáda (srbochorvatsky Prva proleterska udarna brigada) byla motorizovaná mobilní jednotka jugoslávských partyzánů, založená 21. prosince 1941. Zprvu měla jen něco přes tisíc bojovníků ale v pozdějších fázích války až 22 tisíc. Organizací této brigády dokázali partyzáni sestavit formaci schopnou čelit nepříteli mnohonásobně aktivněji než dříve a více, než tomu byly schopné ozbrojené skupiny hlavního ideového oponenta - Dragoljuba Mihajloviće (četnici).
Byla považována za elitní součást partyzánského vojska, které se věnovalo záškodnickým akcím na prostoru bývalého království Jugoslávie. Její vznik posvětil sám ústřední výbor KPJ a byl načasován na narozeniny Josifa Stalina. Brigáda se účastnila většiny klíčových soubojů partyzánů proti okupantům, včetně bitvy na Neretvě, či u Sutjesky. Komunistický režim bojovníky z řady první proletářské úderné brigády náležitě vyznamenal a glorifikoval; brigáda se stala součástí mýtu komunistického vedení o druhé světové válce.
Na počest první akce této brigády, dne 22. prosince 1941, byl tento den vyhlášen Den Jugoslávské lidové armády.